# Йоона Сотала
Йоона Сотала (фін. Joona Sotala) — фінський професійний гравець в Starcraft II, більш відомий під нікнеймом Serral. Трьохкратний чемпіон світу 2018, 2022 та 2024 років та шестикратний переможець турнірів серії WCS Circuit. Також є одним з лише трьох гравців в Starcraft II в світі, які двічі отримали неофіційний титул «Triple Crown» («потрійна корона»), тобто стали чемпіонами турнірів категорії Premier в кожному з трьох регіонів — Європі, Америці та Кореї. Грає за расу (ігрову фракцію) зергів.
В 2018 році став першим в історії гравцем не з Південної Кореї, який став чемпіоном світу зі Starcraft II. всі попередні титули чемпіона світу (їх було понад 30) з цієї гри були здобуті виключно гравцями з Південної Кореї. Його перемога на чемпіонаті широко висвітлювалася в медіа.
Грає за міжнародний кіберспортивний колектив Basilisk, до цього понад 6 років представляв команду ENCE eSports.

## Біографія
Народився в невеликому містечку Порнаїнен в Південній Фінляндії.
Про Starcraft II Йоона дізнався наприкінці 2007 року, побачивши трансляцію великого турніру, тоді ж він зацікавився грою.
В 2024 році розпочав службу в фінській армії.

## Кар'єра

### 2012—2016
Йоона почав грати в Старкрафт 2 в 2012 році, наслідуючи свого брата Йонне Сотала (Protosser), який був гравцем фінської команди Menace і також грав за расу зергів. В тому ж 2012 (у віці 14 років) зіграв свій перший професійний кіберспортивний матч на турнірі Starcraft 2 World Championship Series у національному відборі від Фінляндії, однак ще на початковому етапі програв з рахунком 0:2 фінському гравцю за расу протоссів Elfi, який став фіналістом того турніру.
Впродовж 2013 та 2014 років Йоона ставав переможцем на «маленьких» турнірах (категорії Minor) — Suomen StarCraft-Liiga, SC2Improve Team League — однак на великих турнірах категорій Major («середня») та Premier («вища») програвав ще в груповій стадії. В 2014 також вперше представив Фінляндію на міжнародному турнірі Nation Wars. Першу перемогу у великому командному турнірі Йоона здобув в червні 2015 року FEST Lyon 2015.
Починаючи з 2016 року Йоона почав значно активніше брати участь в різноманітних турнірах, зігравши на 19-ти з них. Здобув 7 перемог, серед них 6 — на «маленьких» турнірах і 1 — на «середньому». Того року взяв участь в чотирьох турнірах вищої категорії. Команда Фінляндії за його участі дійшла до півфіналу турніру Nation Wars, програвши там збірній Франції з рахунком 1:4. Участь в трьох інших турнірах була менш успішною: на DreamHack Лейпциг дійшов до чвертьфіналу, де програв корейському зергу viOlet а на HomeStory Cup та WCS Ciruit Summer (WCS Монреаль) програв ще в на початкових стадіях.
Впродовж 2012 року Serral представляв команду eXelon Gaming, в 2013 — ENCE eSports, в 2014 перейшов в команду mYinsanity, а в наприкінці 2016 повернувся в ENCE.

### 2017
В 2017 році взяв участь в 49 турнірах. Виступив на 9 турнірах вищої категорії. Частина з них була для Йоона була неуспішною. На Nation Wars команда Фінляндії не вийшла з групи, так само на чемпіонаті світу зі Starcraft II WCS Global Finals Йоона програв в груповій стадії, а на GSL vs. the World програв з рахунком 2:3 корейському гравцю за расу терранів INnoVation на першому етапі турніру. В командній частині змагання GSL vs the World збірна гравців з Європи та Америки (в якій грав Йоона) розгромно програла збірній Південної Кореї з рахунком 1:7.
Водночас, виступ на п'яти інших турнірах був успішніший: вихід в чвертьфінал на WCS Остін, WCS Валенсія, WCS Монреаль та чемпіонаті світу за іншою версією — IEM World Championship, а також друге місце на WCS Єнчепінг, де Йоона зіграв з дуже близьким рахунком 3:4 проти американського гравця за протоссів Neeb.

### 2018
Завершивши навчання в школі, Йоона цього разу вирішив не йти по стопах брата, який поступив в університет, а піти своїм шляхом і обрав кіберспортивну кар'єру. Вже в 2018 році це дало свої плоди. Serral того року переміг на всіх чотирьох турнірах серії WCS Curcuit:
- 4:2 проти німецького протосса ShoWTimE на WCS Лейпциг[32].
- 4:2 проти польського протосса MaNa на WCS Остін[33].
- 4:1 проти тайванського протосса Has на WCS Валенсія[34].
- 4:3 проти італійського зерга Reynor на WCS Монреаль[35].

Таким чином, Йоона став першим в історі гравцем, який впродовж року виграв всі 4 етапи WCS Circuit, побивши попередній рекорд, встановлений американцем Neeb роком раніше, та отримавши прізвисько Lord of the Circuit. Окрім того, Serral став переможцем турніру GSL vs. the World.
Якщо в 2017 він не вийшов з групи на WCS Global Finals, то в 2018 вже виступав в ролі одного з фаворитів на цьому чемпіонаті світу. Іншим фаворитом турніру вважався корейський терран Maru. Maru, як і Serral, в 2018 році домінував в своєму регіоні, вигравши три з трьох сезонів GSL Code S, а роком раніше став чемпіоном світу за версією World Electronic Sports Games. Саме тому їх потенційний матч під час WCS Global Finals на BlizzCon була такою очікуваною подією для вболівальників.
WCS Global Finals почався для фінна дуже успішно, не зважаючи на рівень його корейських суперників. В груповій стадії він обіграв з рахунком 2:0 спочатку чемпіона світу 2015 року протосса Zest, а потім — дворазового чемпіона світу 2013 та 2015 років протоса SOs. В чвертьфіналі Йоона з рахунком 3:0 розгромив зерга Dark, а в півфіналі — діючого чемпіона світу та переможця попереднього WCS Global Finals зерга Rougue. В фіналі Йоона зустрівся з протоссом Stats, з яким вже грав всього за 3 місяці до того в фіналі GSL vs. the World. Цього разу Serral переміг з рахунком 4:2, тим самим ставши першим некорейским чемпіоном світу зі Starcraft II.
Ця подія стала сенсацією в кіберспортивному середовищі і широко висвітлювалися в медіа. Йоона, разом з кількома іншими фінським кіберспортсменами було запрошено на прийом до президента Фінляндії для святкування цієї події.

## Особисте життя
Окрім кіберспортивних тренувань, щодня виходить на пробіжку та ходить в спортзал. Полюбляє грати в гольф.